# Municipio de Crook (Illinois)
El municipio de Crook (en inglés: Crook Township) es un municipio ubicado en el condado de Hamilton en el estado estadounidense de Illinois. En el año 2010 tenía una población de 312 habitantes y una densidad poblacional de 3,35 personas por km².

## Geografía
El municipio de Crook se encuentra ubicado en las coordenadas 38°4′42″N 88°25′59″O / 38.07833, -88.43306. Según la Oficina del Censo de los Estados Unidos, el municipio tiene una superficie total de 93.14 km², de la cual 92,62 km² corresponden a tierra firme y (0,56 %) 0,53 km² es agua.

## Demografía
Según el censo de 2010, había 312 personas residiendo en el municipio de Crook. La densidad de población era de 3,35 hab./km². De los 312 habitantes, el municipio de Crook estaba compuesto por el 97,76 % blancos, el 0,64 % eran afroamericanos, el 0,64 % eran amerindios, el 0,32 % eran de otras razas y el 0,64 % eran de una mezcla de razas. Del total de la población el 0,32 % eran hispanos o latinos de cualquier raza.